# 제품 수명 주기

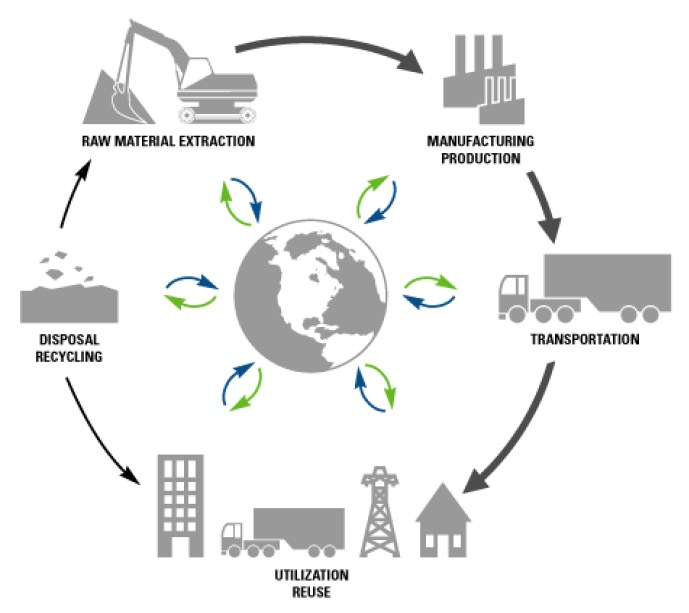
일반적인 제품 수명 주기

제품 수명 주기(life cycle)란 제품·상품이 생겨나서부터 없어질 때까지의 일생을 말한다. 제품에는 모두 수명(壽命)이 있다. 제품은 신제품 개발을 위한 아이디어의 탐구·연구 개발·시험·제품화를 경과하여 시장에 등장한다. 그리고 판매 촉진 활동 등의 도움을 받아 시장으로 보급·발전함으로써 성숙 단계에 도달한다. 그러나 소비자의 요구는 부단히 변화하고 있으므로 새롭고 보다 훌륭한 제품이 계속 개발되고, 성숙 단계에 이른 제품은 신제품으로 대치됨으로써 쇠퇴 단계에 들어가 버리는 것이다. 이상과 같이 성장 곡선(成長曲線)을 나타내는 제품의 일생은 제품의 종류에 따라 일정하지는 않다. 그러나 일반적으로 라이프 사이클이 점점 단축화되고 있다고 할 수 있다. 많은 제품이 패션화의 경향이 있는 것은 라이프 사이클을 조금이라도 연장하려는 노력을 나타내는 것이다.
기업 목적인 제품의 이익 면에서의 라이프 사이클을 보면, 이익 곡선은 매상고 곡선이 상승하고 있는 도중에 하강하는 경향이 있다. 매상고의 상승에 따라 경쟁 상대가 시장에 진입하여 옴으로써 경쟁은 격화된다. 따라서 판매 촉진비를 증가시키고 판매 가격을 인하시키는 경향이 많다. 만일 이를 실시하면 한계 소비자가 시장에 들어와서 매상고가 신장함에도 불구하고 이익 신장(利益伸長)은 이를 따르지 못하게 된다.
기업은 영속성을 원하는 만큼 제품의 라이프 사이클에 지대한 관심을 갖지 않을 수 없다. 현재의 제품이 성숙기 또는 쇠퇴기에 달하기 전에 동향을 잘 파악하여 그 제품의 이익 감소분을 보충하여 성장해 가야 하는 것이다. 그래서 그 대책으로서 신제품의 계획적 추가와 구제품의 계획적 폐기가 요청되고, 동적인 시장 수요에 맞추어 적정 제품 구성을 확립할 필요가 있다. 또 라이프 사이클은 산업에도 적용되는 것으로 산업 면에서의 검토도 필요하다.

## 같이 보기
- 제품 수명 주기 관리